# حرب لاسلطوية
حرب اللاسلطوية (بالإنجليزية: The Anarchy) هي حرب أهلية دارت بين إنجلترا ومقاطعة نورماندي في فرنسا في الفترة بين عامي 1135 و1153، وأفضت إلى انهيار القانون والنظام في تلك البلدان على نطاق واسع. نشبت تلك الحرب بسبب نزاع على خلافة عرش هنري الأول بعد وفاة ابنه ووريث عرشه الوحيد ويليام أديلين عن غير قصد على متن السفينة البيضاء التي غرقت في عام 1120. حاول هنري بعد ذلك أن يجعل ابنته ماتيلدا وريثة عرشه بلا جدوى. وعقب وفاة الملك هنري عام 1135، استولى ابن أخيه ستيفن على عرش إنجلترا بمعاونة أخيه هنري أسقف مدينة وينشستر. شهد عهد ستيفن قتالًا عنيفًا بين بارونات إنجلترا وقادة ويلز المتمردين والغزاة الاسكتلنديين. نجحت ماتيلدا في غزو إنجلترا عام 1139 بمعاونة أخيها غير الشقيق، روبرت فيتزروي، عقب نشوب ثورة كبيرة في جنوب غرب إنجلترا.
لم ينجح أيٌّ من الطرفين في تحقيق أي انتصارات كبيرة خلال الأعوام الأولى من الحرب. نجحت ماتيلدا في السيطرة على جنوب غرب إنجلترا وجزء كبير من وادي نهر التمز، بينما ظل ستيفن مسيطرًا على منطقة جنوب الشرق. تميزت قلاع تلك الحقبة من التاريخ بدفاعاتها القوية وحصانتها ضد الهجمات العسكرية، ولذلك اقتصرت أساليب الهجوم على حرب الاستنزاف إلى حد كبير، بما يشمل الحصارات والغارات والمناوشات التي دارت بين جيوش المشاة والفرسان، وكثير منهم كانوا من المرتزقة. أُسر ستيفن في عام 1141 إثر معركة لنكولن، ما أدى إلى انهيار سلطته في معظم أنحاء البلاد. هُوجمت ماتيلدا وهي على وشك أن تُتوج ملكة من قبل بعض الحشود الغاضبة، واضطرت إلى الخروج من لندن. أُسر روبرت فيتزروي في معركة وينشستر، وبعدها اتفق الطرفان على تبادل الأسرى. كاد ستيفن أن يأسر ماتيلدا قي عام 1142 في حصار أوكسفورد، ولكنها لاذت بالفرار من قلعة أوكسفورد، وعبرت نهر التمز المتجمد بأمان.
ظلت الحرب قائمة لعدة أعوام طوال. نجح زوج ماتيلدا، جوفري الخامس، في احتلال نورماندي، ولكن لم يحقق أي من الطرفين انتصارًا كبيرًا في إنجلترا. ازداد نفوذ البارونات المتمردين في إنجلترا الشمالية وشرق أنجليا نتيجة الدمار الشامل الذي حل بمناطق القتال الرئيسية. عادت ماتليدا إلى نورماندي عام 1148 تاركةً مهمة الحملات العسكرية في إنجلترا إلى ابنها الصغير هنري الثاني. وفي عام 1152 حاول ستيفن وماتيلدا الأولى (زوجة ستيفن وعقيلة ملك إنجلترا) أن يقنعوا الكنسية الكاثوليكية بجعل ابنهما الأكبر يوستاس الرابع وريثًا شرعيًا لعرش إنجلترا بعد أبيه، ولكن بلا جدوى. وبحلول الـ1150ـات آثرت الكنيسة وبارونات إنجلترا عقد السلام على استمرار الحرب.
فقدت جيوش كلا الطرفين عزيمة القتال عندما حاول هنري الثاني أن يغزو إنجلترا من جديد في عام 1153. اتفق هنري وستيفن في النهاية على عقد السلام بعد عدة حملات عسكرية وحصار قلعة والينغفورد. أبرم الطرفان معاهدة والينغفورد التي اعترف فيها ستيفن بهنري الثاني وريثًا لعرش إنجلترا. تُوفي ستيفن في العام التالي، واعتلى هنري عرش إنجلترا بصفته هنري الثاني، أول ملك إنجليزي من الأسرة الأنجوية، مستهلًا حقبة طويلة من إعادة إعمار البلاد. وصف رواة التاريخ تلك الفترة بأنها «الحقبة التي غفل فيها المسيح وقديسوه»، بينما أطلق المؤرخون الفيكتوريون مصطلح «اللاسلطوية» على تلك الحرب بسبب الفوضى التي عمت في البلاد، ولكن المؤرخون المعاصرون يشككون في مدى دقة هذا المصطلح وصحة بعض الروايات المعاصرة لتلك الفترة.

## منابع الخلاف

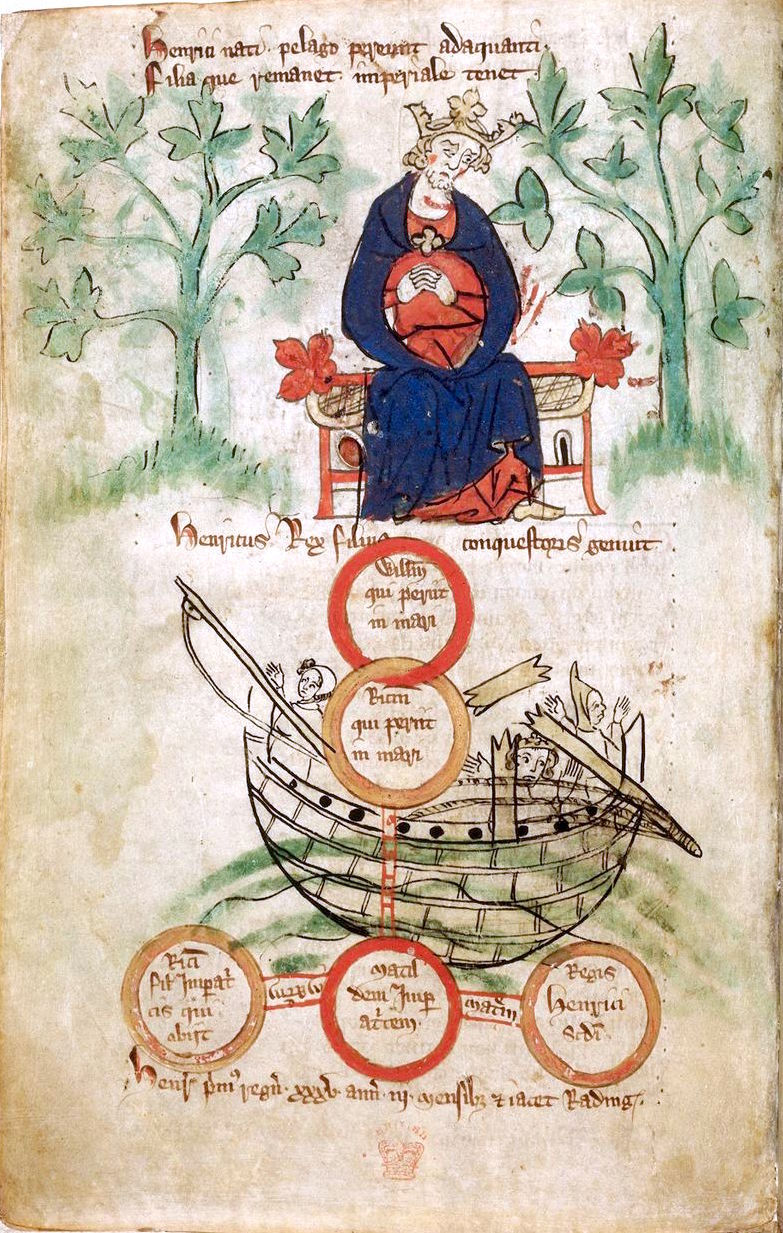
الملك هنري الأول والسفينة البيضاء الغارقة

### السفينة البيضاء
تعود أصول حرب اللاسلطوية إلى نزاع على خلافة عرش إنجلترا ونورماندي. ففي القرنين الحادي عشر والثاني عشر، سيطرت مجموعة من الدوقات والكونتات على منطقة شمال غرب فرنسا، وكثيرًا ما كانت تنشب النزاعات بينهم على الأراضي الثمينة. وفي عام 1066، شن أحد هؤلاء الرجال، الدوق ويليام الثاني، حربًا غازية على مملكة إنجلترا الأنجلوساكسونية الثرية لاحتلالها، ونجح في احتلال جزء من جنوب ويلز وإنجلترا الشمالية في الأعوام التالية. وبعد وفاته نشب النزاع بين أبنائه على حقهم بتلك الأراضي وحقهم في غنائم الحرب. اعتلى هنري الأول عرش إنجلترا بعد وفاة أخيه الأكبر ويليام روفوس، وشن الحرب على دوقية نورماندي التي كان يسيطر عليها أخوه الأكبر روبرت كورتز. هزم هنري جيش روبرت هزيمةً حاسمة في معركة تينتشيبراي، وتمكن من السيطرة على نورماندي. أراد هنري أن يكون ابنه الشرعي الوحيد، ويليام أديلين، خلفًا له في حكم تلك الأراضي وهو بعمر السابعة عشر.
تبدل المشهد السياسي الإنحليزي بدرجة كبيرة في عام 1120 عندما غرقت السفينة البيضاء وهي في طريقها من بارفلور في نورماندي إلى إنجلترا؛ تُوفي ما يقارب 300 راكب بما فيهم أديلين. تخبطت إنجلترا بشأن الوريث الشرعي للعرش بعد وفاة أديلين. إذ كانت قوانين الوراثة في أوروبا الغربية في ذلك الوقت مبهمة، ففي بعض المناطق في فرنسا، تُورث جميع الألقاب النبيلة لأكبر الأبناء الذكور. وفي بعض المناطق الأخرى في أوروبا مثل إنجلترا ونورماندي، تُقسم الأراضي بين جميع الأبناء، بحيث يحصل الابن الأكبر على الأراضي المتوارثة من الأجداد -التي تُعد عادةً أغلاها ثمنًا- بينما يحصل الأبناء الصغار على الممتلكات الصغيرة أو تلك التي حصل عليها الأب حديثًا. ازداد الطين بلة بسبب النزاعات الأنجلو-نورمانية المستمرة في الستين عامًا الماضية على وراثة عرش البلاد.
عندما مات ابن هنري الوحيد، لم يتبق له من الأبناء الشرعيين سوى ابنته ماتيلدا، ولكن حقوق الإناث في الوراثة لم تكن واضحة في تلك الحقبة من التاريخ. على الرغم من زواج هنري بامرأة ثانية -ألديزا ابنة الكونت جوفري الأول- إلا أنه أدرك ضعف فرصته في إنجاب ابن شرعي آخر، والتفتت أنظاره إلى ماتيلدا باعتبارها وريثة عرشه بعد وفاته. كانت ماتليدا متزوجة بهنري الخامس الإمبراطور الروماني المقدس الذي حصلت منه على لقب الإمبراطورة لاحقًا. تُوفي زوجها في عام 1125، وفي عام 1128 تزوجت ماتيلدا بجوفري الخامس دوق مقاطعة أنجو التي تتاخم دوقية نورماندي. لم يحظَ جوفري بتأييد صفوة الأنجلو-نورمان نظرًا لكونه حاكم مقاطعة أنجو؛ العدو اللدود للنورمان. وفي ذات الوقت اشتدت التوترات في إنجلترا بسبب سياسات الملك هنري الداخلية، وتحديدًا مقدار مال الطائل الذي خطط لجمعه لتمويل حروبه العديدة. ورغم ذلك تمكن هنري من كبح جماح الأطراف المتخاصمة بشخصيته القوية وسمعته الحسنة.
حاول هنري أن يؤسس قاعدة دعم سياسي لابنته ماتيلدا في كلٍ من إنجلترا ونورماندي، وطلب من رعاياه أن يقسموا بولائهم لماتيلدا وأن يعترفوا بحقها في خلافته وحق أبنائها كذلك بعدها لأول مرة في عام 1127، ثم عاد الكرة في عامي 1128 و1131. كان ستيفن من بين هؤلاء الرعايا الذين أقسموا بولائهم لماتيلدا. ورغم ذلك تكدرت العلاقات بين هنري وماتيلدا وجوفري مع اقتراب نهاية حياة الملك. اشتبهت ماتيلدا وجوفري في أنهما يفتقران إلى دعم حقيقي في إنجلترا، وطلبا من الملك هنري في عام 1135 أن يهب القلاع الملكية في نورماندي إلى ماتيلدا قبل وفاته، وأصرا على أن يبدي نبلاء نورماندي ولاءهم الكامل لها حتى يصبح الزوجان في وضع أفضل بعد وفاة هنري. أبدى هنري غضبه من هذا الطلب ورفضه بشدة خوفًا من أن يحاول جوفري الاستيلاء على السلطة في نورماندي. نشبت ثورة جديدة في جنوب نورماندي، وتدخلت ماتيلدا بالقوة العسكرية للسيطرة على الوضع. وفي خضم تلك المواجهة، أُصيب الملك هنري بمرض مفاجئ وتُوفي بالقرب من ليون لا فوريه.

### الخلافة
تبوّأ ستيفن كونت بلوا عرش إنجلترا بعد وفاة الملك هنري، بدلًا من ابنته ماتيلدا، فاندلعت الحرب الأهلية لهذا السبب. ستيفن هو ابن ستيفن هنري كونت بلوا، أحد أقوى كونتات شمال فرنسا، ووالدته أديلا نورماندي هي ابنة وليام الفاتح، أي أن ستيفن وماتيلدا أبناء عمومة من الدرجة الأولى. تحالف والدا ستيفن مع هنري، وعمل ستيفن تابعًا لدى الملك هنري، بما أنه الابن الأصغر ولا يملك أراضٍ باسمه، فسافر مع البلاط الملكي وخدم في الحملات العسكرية. تلقّى بعض الأراضي مقابل خدمته، وتزوّج ماتيلدا من بولوني في عام 1125، والأخيرة ابنة كونت بولوني والوريثة الوحيدة لممتلكات والدها، وامتلكت ميناء مدينة بولوني القاري المهم وعقارات مترامية الأطراف في الشمال الغربي والجنوب الشرقي من إنجلترا. أصبح ستيفن شخصية بارزة في المجتمع الأنجلو نورماندي بحلول عام 1135، وسطع نجم شقيقه الأصغر هنري أيضًا، فأصبح أسقف وينتشيستر وثاني أثرى الرجال بعد الملك. كان هنري أسقف وينتشيستر توّاقًا إلى قلب ما يعدّه انتهاك حقوق الكنيسة على يد الملوك النورمانديين.
لم يكن وضع الورثة يؤهلهم للمطالبة بالعرش بعد انتشار نبأ وفاة الملك هنري الأول، فكان جوفري وماتيلدا في أنجو يقدّمان دعمًا سيئًا للمتمردين في حملتهم ضد الجيش الملكي، حيث يوجد عدد من أنصار ماتيلدا مثل روبرت الأول. أقسم بارونات كثر على البقاء في نورماندي حتى دفن الملك الراحل، ما أعاق عودتهم إلى إنجلترا. ومع ذلك، استغل جوفري وماتيلدا الفرصة للزحف نحو جنوب نورماندي والاستيلاء على عددٍ من القلاع الحيوية، لكنّهما توقفا هناك عاجزين عن التقدّم. أما ثيوبالد، شقيق ستيفن الأكبر الذي خلف والده في منصب الكونت، فكان في بلوا حينها.
كان موقع ستيفن في بولوني ملائمًا جدًا، فغادر إلى إنجلترا بصحبة عسكريّي العائلة عند وصول نبأ وفاة هنري. رابطت قوات روبرت في مينائي دوفر وكانتربري، وتشير بضع تقارير إلى رفضه منح ستيفن الحقّ في العبور بعد وصوله. وصل ستيفن مع ذلك إلى عقاره الشخصي، الواقع في أطراف لندن، بحلول الثامن من ديسمبر، وبدأ الاستيلاء على السلطة في إنجلترا على مرّ الأسبوع التالي لوصوله.
طالبت الجماهير في إنجلترا بحقّها التقليدي في انتخاب ملك البلاد، ونصّبت ستيفن الملك الجديد لاعتقادها أنه سيمنح المدينة حقوقًا وامتيازات جديدة مقابل انتخابه. أوصل هنري من بلوا دعم الكنيسة إلى ستيفن أيضًا، واستطاع الأخير التقدّم نحو ونشستر، حيث أعطى روجر، وهو السيد المستشار وأسقف سالزبوري أيضًا، تعليماتٍ تقتضي تسليم الخزينة الملكية إلى ستيفن. طرح هنري في 15 ديسمبر اتفاقية على ستيفن، تلزم الملك بمنح الكنيسة حريّات واسعة مقابل دعم رئيس أساقفة كانتربري والسفير البابوي حقّ ستيفن بالخلافة. ظهرت مشكلة صغيرة بخصوص قسم ستيفن الديني بالولاء للإمبراطورة ماتيلدا، لكن هنري قدّم حجة مقنعة، قائلًا أنّ الملك الراحل أخطأ في إصراره على أداء البلاط لهذا القسم. فضلًا عن ذلك، أصرّ الملك الراحل على القسم لحماية استقرار المملكة، وفي ضوء الفوضى التي قد تندلع حينها، فمن المبرر تجاهل ستيفن للولاء الذي أقسم به. استطاع هنري إقناع الإيرل هيو بيغو، وهو نائب الملك الراحل، بأداء اليمين والادعاء أن الملك غيّر رأيه بخصوص مسألة الخلافة وهو على وشك الموت، وأنّه زكّى ستيفن بدلًا من ماتيلدا. عُقدت مناسبة تتويج ستيفن بعد أسبوع في السادس والعشرين من ديسمبر ضمن دير وستمنستر.
من جهة أخرى، اجتمع النبلاء النورمانديين في لو نيوبورج لمناقشة إعلان ثيوبالد ملكًا، والأرجح أن الاجتماع وقع بعد انتشار أنباء عن مساعي ستيفن لحشد الدعم في إنجلترا. ادعى النورمانديون أن الكونت ثيوبالد صاحب المطلب الأحق بالمملكة والدوقية لأنّه الحفيد الأكبر لوليام الفاتح، وهو المرشح الأفضل من ماتيلدا على أي حال. التقى ثيوبالد البارونات النورمانديين وروبرت الأول في ليزيو في 21 ديسمبر، وقُطعت النقاشات مع ذلك نتيجة وصول أنباء مباغتة من إنجلترا، حملت موعد تتويج ستيفن ملكًا في اليوم التالي. وافق ثيوبالد سابقًا على مقترح النورمانديين بتتويجه ملكًا، لكنه اكتشف أن الدعم السابق الذي تلقّاه تلاشى فوريًا، فلم يتحضّر البارونات لما سيحدث من تقسيمٍ لإنجلترا ونورماندي عبر معارضة ستيفن. قدّم ستيفن تعويضات مالية إلى ثيوبالد لاحقًا، فقي الأخير في بلوا ودعم خلافة شقيقه.

## الطريق إلى الحرب

### النظام الجديد (1135-38)
أُجبر ستيفن على التدخل في شمال إنجلترا بعد تتويجه فوريًا. غزا ديفيد الأول ملك إسكتلندا شمال البلاد بعد انتشار أنباء وفاة هنري، وديفيد هو شقيق الزوجة الأولى لهنري الأول وخال ماتيلدا، فاستولى على كارلايل ونيوكاسل، وبضع معاقلٍ أخرى مهمة. كانت إنجلترا الشمالية منطقة متنازعًا عليها في تلك الفترة، فكان للملوك الإسكتلنديين مطالب تقليدية بكمبرلاند، وطالب ديفيد بنورثمبريا عبر ميّزة زواجه من ابنة الإيرل والثوف، وهو الإيرل الأنجلوسكسوني السابق لنورثمبريا. زحف ستيفن حثيثًا إلى الشمال بصحبة جيشه، والتقى ديفيد في درم. عقد الاثنان اتفاقية تنصّ على إرجاع ديفيد معظم الأراضي التي استولى عليها، باستثناء كارلايل. في المقابل، أقرّ ستيفن ممتلكات الأمير هنري بن ديفيد في إنجلترا، وتشمل تلك الممتلكات إيرليّة هانتينغدون.
عقد ستيفن أول بلاط ملكي له في إيستر عام 1136 إبان عودته جنوبًا. اجتمع عددٌ كبير من النبلاء في وستمنستر إبان هذا الحدث، ومنهم بارونات أنجلو نورمانديّون كُثرٌ، وأغلبهم من ذوي المناصب الرفيعة في الكنيسة. أصدر ستيفن ميثاقًا ملكيًا جديدًا، يؤكد فيه وعوده التي أطلقها للكنيسة، فوعد بقلب سياسات هنري المتعلقة بالغابات الملكية المحمية، وإصلاح كافة الإساءات التي واجهت النظام القضائي الملكي. أظهر ستيفن نفسه بصورة الخليفة الشرعي والطبيعي لسياسات هنري الأول، وجدّد تأكيده على الإيرليّات السبع القائمة في المملكة والمُلّاك الحاليين لتلك الإيرليّات. كان البلاط الملكي في إيستر حدثًا تطلّب تبذير الكثير من المال، فأُنفق مقدارٌ كبير من المال على إقامة الحدث، والملابس، والهدايا. منح ستيفن هبات من الأراضي والعطايا لجميع الحاضرين، وقدّم الأراضي والامتيازات إلى جملة من المؤسسات الكنيسة. مع ذلك، احتاج ستيفن إقرار البابا على خلافة العرش، ويبدو أن هنري من بلوا كان مسؤولًا عن ضمان وصول شهادات الدعم من ثيوبالد، شقيق ستيفن الأكبر، والملك الفرنسي لويس السادس، الذي رأى فرصةً للاستفادة من ستيفن لموازنة سلطة آل أنجو في شمال فرنسا. أقرّ البابا إنوسنت الثاني تتويج ستيفن ملكًا عبر رسالة بعثها في العام التالي، وتداول مستشارو ستيفن النسخ في مختلف أنحاء إنجلترا كي يبرهنوا شرعية ستيفن.
استمرّت الاضطرابات في كامل أنحاء مملكة ستيفن الجديدة، فاندلع التمرد في جنوب ويلز بعد الانتصار الويلزي في معركة غاور الواقعة في يناير عام 1136، والكمين الذي أوقع بريتشارد فيتز غيلبرت دي كلير في شهر أبريل. بدأ التمرد في شرق غلامورغان، وانتشر سريعًا على امتداد باقي المناطق في جنوب ويلز إبان سنة 1137. استولى أوين غوينيد وغروفيد إيب ريس على مقدارٍ كبير من الأراضي، تشمل قلعة كارمارثن. ردّ ستيفن على التمرد بإرسال بالدوين، شقيق ريتشارد، ولورد التخوم روبرت فيتز هارولد إلى ويلز لتهدئة المنطقة. لم تنج أيّ من البعثتين، ويبدو أن الملك كفّ عن محاولة إخماد التمرد بحلول نهاية عام 1137.